# Japón en los Juegos Paralímpicos de Arnhem 1980
Japón estuvo representado en los Juegos Paralímpicos de Arnhem 1980 por un total de 30 deportistas, 24 hombres y seis mujeres.

## Medallistas
El equipo paralímpico japonés obtuvo las siguientes medallas:
| Nombre               | Deporte            | Evento                                      |
| -------------------- | ------------------ | ------------------------------------------- |
| Oro                  |                    |                                             |
| Hiromi Nobumoto      | Atletismo          | 100 m F femenino                            |
| Hiromi Nobumoto      | Atletismo          | Jabalina F femenino                         |
| Hiromi Nobumoto      | Atletismo          | Salto de longitud F femenino                |
| Yoshio Tsunoda       | Atletismo          | Eslalon 2 masculino                         |
| Tadanobu Go          | Atletismo          | Eslalon 4 masculino                         |
| S. Kobayashi         | Atletismo          | 5000 m marcha A masculino                   |
| Hiromasa Matsui      | Atletismo          | Salto de altura B masculino                 |
| S. Ishii             | Bolos sobre hierba | Individual F masculino                      |
| Chiyoko Ohmae        | Tiro con arco      | Doble ronda FITA paraplejia baja femenino   |
| Plata                |                    |                                             |
| Hiromi Nobumoto      | Atletismo          | Disco F femenino                            |
| Hiromi Nobumoto      | Atletismo          | Peso F femenino                             |
| S. Ishii             | Atletismo          | Salto de altura F masculino                 |
| S. Ishii             | Atletismo          | Salto de longitud F masculino               |
| Masahiro Hara        | Atletismo          | Eslalon 4 masculino                         |
| Fumio Ogawa          | Atletismo          | Eslalon 5 masculino                         |
| Masafumi Muramatsu   | Atletismo          | Salto de longitud B masculino               |
| Toshiichi Hatsumi    | Bolos sobre hierba | Individual E masculino                      |
| Yoshiaki Takada Sato | Bolos sobre hierba | Dobles D masculino                          |
| Tadashi Kishino      | Tiro con arco      | Doble ronda FITA tetraplejia baja masculino |
| Bronce               |                    |                                             |
| Chiyoko Ohmae        | Atletismo          | Eslalon 4 femenino                          |
| Y. Omshiro           | Atletismo          | 3000 m marcha A femenino                    |
| Kazuo Yamaguchi      | Atletismo          | Eslalon 1C masculino                        |
| Shoji Inoshita       | Natación           | 50 m espalda F masculino                    |
| Shoji Inoshita       | Natación           | 50 m libre F masculino                      |
| Yoshio Tsunoda       | Natación           | 25 m mariposa 2 masculino                   |
| Masao Sato           | Tiro con arco      | Doble ronda FITA amputación masculino       |